# Georg Vierthaler
Georg Vierthaler (* 17. Juli 1957 in Gesseltshausen/Oberbayern) ist ein deutscher Theater- und Opernmanager.

## Biografie
Nach dem Abitur und dem Wehrdienst studierte Vierthaler von 1978 bis 1982 Betriebswirtschaft.
Nach dem Studium arbeitete er bis 1992 als Verwaltungsdirektor am Münchner Volkstheater, im Anschluss daran war er zwei Jahre bis 1994 Verwaltungsdirektor am Landestheater Württemberg-Hohenzollern Tübingen.
Von 1994 bis 2003 war Vierthaler Geschäftsführender Direktor der Deutschen Staatsoper Berlin; zusätzlich war er noch von 2001 bis 2002 Intendant und Geschäftsführer des Theaters des Westens, Berlin.
Nach Gründung der Stiftung Oper in Berlin am 1. Januar 2004 war Vierthaler bis 2008 Geschäftsführender Direktor der Deutschen Staatsoper Berlin, und außerdem ist er seit 2004 Geschäftsführender Direktor des Staatsballetts Berlin. In den Jahren 2004 bis 2005 war Vierthaler darüber hinaus Koordinator des Vorstands der Stiftung Oper in Berlin, was dem heutigen Generaldirektor entspricht.
Von 2008 bis 2013 war Vierthaler dann Geschäftsführender Direktor des Konzerthauses am Gendarmenmarkt.
Am 1. August 2013 kehrte er als Generaldirektor zur Stiftung Oper in Berlin zurück und ist dort in Doppelfunktion auch weiterhin seit 2004 Geschäftsführender Direktor des Staatsballetts Berlin.

## Ehrenämter und Nebenbeschäftigungen
- Vorsitzender des Landesverbandes Berlin des Deutschen Bühnenvereins
- Ehrenamtlicher Richter beim Bühnenschieds- und Bühnenoberschiedsgericht sowie am Landesarbeitsgericht Berlin-Brandenburg
- Geschäftsführungen der Orchesterakademien bei der Staatskapelle Berlin e. V. und beim Konzerthaus Berlin e. V.
- Beiratsmitglied im Kommunalen Arbeitgeberverband Berlin
- von 2014 bis 2015 Mitglied im Rat für die Künste[1]